# Good Cry
Good Cry è il primo EP della cantante statunitense Noah Cyrus, pubblicato il 21 settembre 2018.

## Tracce
1. Where Have You Been? – 2:39 (Noah Cyrus)
2. Mad at You (with Gallant) – 3:46 (Cyrus, Sarah Aarons)
3. Good Cry – 4:18 (Cyrus, E^ST)
4. Punches (with LP) – 4:13 (Cyrus, Janiak, Andrews)
5. Sadness – 3:42 (Cyrus)
6. Topanga (voice memo) – 4:07 (Cyrus, Ilsey Juber)